# José Rozenblit
José Rozenblit (Recife, 1927 – Recife, 20 de outubro de 2016) foi um empresário brasileiro. Foi um dos fundadores da Fábrica de Discos Rozenblit, considerada por anos a maior fábrica de vinil do Brasil.
Seu pai possuía uma loja e após uma viagem aos Estados Unidos, José passou a importar e comercializar discos na loja da família e não demorou muito para inaugurar a Lojas do Bom Gosto, especializada em discos, localizado próximos aos bairros de Santo Antônio e Boa Vista, em Recife.
Em parceria com os irmãos, no dia 11 de junho de 1954 fundou a Fábrica de Discos Rozenblit e que por anos foi a líder no mercado fonográfica como fornecedora de discos (22% do mercado nacional e 50% do regional). Paralelamente a fabricação do vinil, Rozenblit manteve vários selos (gravadoras), sendo o principal, o selo Mocambo.
Várias enchentes, que quase destruíram a fábrica, em 1966, 1967, 1970, 1975 e 1977, além da concorrência, fizeram com que a Discos Rozenblit fechasse as portas em meados da década de 1980.
José Rozenblit foi presidente do Sport Club do Recife entre 1969 e 1970.